# Turn on the Bright Lights
Turn on the Bright Lights är ett musikalbum av Interpol, släppt den 19 augusti 2002.

## Låtar på albumet
1. "Untitled" – 3:56
2. "Obstacle 1" – 4:11
3. "NYC" – 4:20
4. "PDA" – 4:59
5. "Say Hello to Angels" – 4:28
6. "Hands Away" – 3:06
7. "Obstacle 2" – 3:47
8. "Stella Was a Diver and She Was Always Down" – 6:28
9. "Roland" – 3:35
10. "The New" – 6:07
11. "Leif Erikson" – 4:00